# Вонсон (ван Сілли)
Вонсон (кор. 원성, 元聖, Wonseong, Wŏnsŏng; пом. 798) — корейський правитель, тридцять восьмий володар (ван) держави Сілла (дев'ятий ван об'єднаної Сілли).
Був нащадком у дванадцятому поколінні вана Немуля. Зайняв трон після смерті вана Сондока, який не лишив по собі спадкоємців.
787 року Вонсон надіслав данину до Тан і підтвердив свій титул. 788 року він започаткував систему іспитів для державних службовців за моделлю китайського сусіда.